# Jezioro Wienieckie
Jezioro Wienieckie – jezioro w Polsce, położone w województwie kujawsko-pomorskim, w powiecie mogileńskim, w gminie Mogilno, na terenie Pojezierza Żnińsko-Mogileńskiego.

## Dane morfometryczne
Powierzchnia zwierciadła wody według różnych źródeł wynosi od 41,0 ha do 46,8 ha.
Zwierciadło wody położone jest na wysokości 93,2 m n.p.m. lub 95,9 m n.p.m. Średnia głębokość jeziora wynosi 7,4 m, natomiast głębokość maksymalna 19,5 m.